# Erwin Metzner

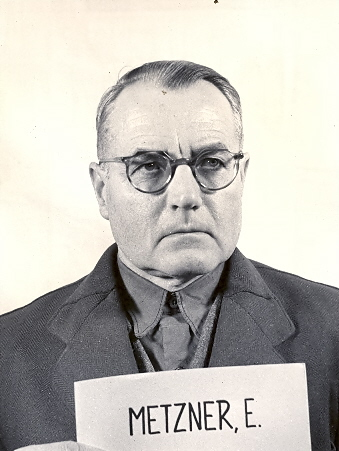
Metzner in alliierter Internierung

Erwin Metzner (* 17. Juli 1890 in Leipzig; † 1969 [vermutlich in] Dießen am Ammersee) war ein deutscher NS-Agrarfunktionär und SS-Führer, zuletzt im Rang eines SS-Oberführers.

## Leben

### Jugend und Ausbildung
Metzner war der Sohn des Basler Universitätsprofessors Rudolf Metzner. Seine Kindheit verbrachte er in der Schweiz, in der ländlichen Umgebung von Basel, wo sein Vater ein Haus gebaut hatte. Den Schulbesuch absolvierte er an einer Oberrealschule in Basel, dann aus gesundheitlichen Gründen im schweizerischen Landerziehungsheim Schloss Glarisegg und zuletzt wieder an der Oberrealschule in Basel, wo er 1909 das Abitur erwarb. Anschließend studierte er zunächst an der Universität Basel und dann an den deutschen Universitäten Freiburg, Berlin und Leipzig Geschichte, Volkswirtschaft und Neuere Sprachen. Nebenbei arbeitete er beim Internationalen Arbeitsamt in Basel.
Im Mai 1914 heiratete Metzner in London Lina (1887–1970), geborene Götz, die in erster Ehe mit Gustav Radbruch verheiratet war. Aus der Ehe ging eine Tochter hervor, Gela Metzner (1914–1942).
Nach dem Ausbruch des Ersten Weltkriegs wurde Metzner als Landsturmmann eingezogen. Im Krieg wurde er erst als Fahrer im Westen eingesetzt und dann nach einer Erkrankung zu einer Pressestelle in Berlin geschickt, bevor er sich wieder an die Front meldete. Er kam dann an die griechische Grenze, um zuletzt als Unteroffizier zu einem Offiziersvorbereitungskurs in Nisch geschickt zu werden.

### Weimarer Republik
Nach dem Ende des Ersten Weltkriegs kehrte Metzner kurzzeitig in die Schweiz zurück. Er entschloss sich nun, seine Studien aufzugeben und Bauer zu werden. Zu diesem Zweck ließ er sich in Oberbayern nieder. Nebenbei betätigte er sich danach auch als Journalist bei Tageszeitungen und als freier Schriftsteller.
Ab 1922 lebte Metzner im Ortsteil St. Georgen in Dießen am Ammersee. Dort heiratete er nach seiner Scheidung Johanna Margarethe, geschiedene Binder, geborene Wallenstein. Nachdem Metzner 1922 im Auftrag der Basler Nationalzeitung eine Veranstaltung der NSDAP in München, bei der Adolf Hitler im Zirkus Krone sprach, besucht hatte, um über „die neue Bewegung“ zu berichten, entschloss er sich selbst zum Parteieintritt: 1922 trat er der NSDAP erstmals bei und gehörte in der Folge zu den Mitbegründern der Ortsgruppe der Partei in Dießen. Nach dem Scheitern des Hitler-Putsches und dem Verbot der NSDAP engagierte Metzner sich in Auffangorganisationen der Partei. Ein Besuch bei Hitler in der Haftanstalt in Landsberg führte zu seiner zeitweisen Entfremdung von der NSDAP, so dass er dieser nach ihrer Neugründung vorerst nicht wieder beitrat.
Zum 1. Januar 1929 trat Metzner dann erneut der NSDAP bei (Mitgliedsnummer 110.974).
In Dießen am Ammersee war Metzner von 1929 bis 1930 Gemeinderat und von 1930 bis 1931 Ortsgruppenleiter der NSDAP. Außerdem beteiligte er sich an der Aufstellung der örtlichen SA. Zeitweise leitete er auch kommissarisch die NSDAP-Ortsgruppe in Landsberg am Lech. 1933 wechselte er von der SA zur SS (SS-Nr. 55.370) und erhielt seine letzte bekannte Beförderung zum SS-Oberführer am 30. Januar 1938.
Nachdem Metzner ab 1930 auf regionaler Ebene für den Gauleiter Fritz Reinhardt tätig gewesen war – für den er archivarische Arbeiten erledigte – amtierte er ab 1931 als landwirtschaftlicher Gaufachberater für den Gau München-Oberbayern. Über diese Stellung kam er in engeren Kontakt zu Richard Walther Darré, dem obersten Agrarpolitiker der NSDAP, der ihn 1932 in seinen Mitarbeiterstab holte: Für Darré war Metzner zunächst einige Monate lang als Sachbearbeiter in der Abteilung „Landwirtschaft“ im Braunen Haus, der Parteizentrale der NSDAP in München, tätig, bevor er nach der Erhebung der Abteilung Landwirtschaft zum Amt für Agrarpolitik im Sommer 1932 in dieses übernommen wurde. In diesem wurde ihm im August 1932 die Leitung der Abteilung „Bauernkultur“ übertragen. Faktisch konnte Metzner seine Stellung bedingt durch eine längere Lungenerkrankung allerdings erst im Januar 1933 antreten.

### Zeit des Nationalsozialismus
Nach der Machtübergabe an die Nationalsozialisten und der Ernennung Darrés zum Reichsbauernführer im April 1933 siedelte dieser gegen Ende des Monats mit seinen Mitarbeitern, darunter auch Metzner, nach Berlin über. Nach der Ernennung Darrés zum Reichsernährungsminister im Juni 1933 amtierte Metzner bis zum Herbst desselben Jahres zusätzlich als „Sonderbeauftragter für das bäuerliche Brauchtum, die bäuerliche Sitte und Gesittung“. Innerhalb des Reichsnährstandes war Metzner bis Herbst 1936 Leiter der Hauptabteilung „Bauerntumskunde“ im Stabsamt des Reichsbauernführers. Während dieser Zeit beteiligte er sich Anfang Juli 1935 an der Gründung des SS-Ahnenerbes, dessen Präsidium er bis 1938 angehörte.
Im Herbst 1936 übernahm Metzner als Nachfolger des tödlich verunglückten Richard Arauner den Posten des „Siegelbewahrers“ des Deutschen Reichsbauernrates und leitete auch dessen Kanzlei. Im März 1939 wurde er infolge von Differenzen mit Darré de facto in dieser Stellung durch Johannes von Reibnitz ersetzt, die er formal noch bis September 1939 innehatte. Ersatzweise wurde Metzner 1939 kommissarischer Sprecher des Reichsbauernrates.
Metzner zog 1940 wieder nach Dießen, wo er bis Kriegsende Leiter des Bayerischen Landesverbandes landwirtschaftlicher Genossenschaften (Raiffeisen) war. Zudem übernahm er u. a. den Vorsitz der Bayerischen Warenvermittlung (BayWa). Ab 1940 gehörte er der Deutschen Arbeitsfront (DAF) an.

### Nachkriegszeit
Bei Kriegsende geriet Metzner in alliierte Gefangenschaft. In der Folge wurde er bis 1948 im Internierungslager Dachau festgehalten und im Rahmen der Nürnberger Prozesse als Zeuge vernommen.
Im Zuge seines Spruchkammerverfahrens im September 1948 wurde Metzner als „belastet“ eingestuft. Ein Jahr später wurde schließlich in einem Berufungsverfahrens als Mitläufer entnazifiziert. Nach der Entlassung aus der Internierung lebte das Ehepaar Metzner wieder in St. Georgen in Dießen am Ammersee.
1961 verkaufte Metzners Familie ihr Grundstück einschließlich der landwirtschaftlichen Flächen für eine Zahlung von 20.000 Mark und eine lebenslange Versorgung an die Gemeinde Ammersee. Das ehemalige Anwesen der Metzners wurde ab den 1990er Jahren baulich erschlossen und eine der beiden neu angelegten Straßen am 15. Februar 1993 nach dem früheren Eigner in Metznerwiese benannt. Die Metznerwiese wurde im Frühjahr 2008 nach umfangreichen Recherchen und Diskussionen im Gemeinderat aufgrund Metzners NS-Vergangenheit in Am Forellenbach umbenannt.

## Schriften
- Die deutschen Vornamen. Mit einem Vorwort von Richard Walther Darré, Blut u. Boden Verl. Berlin / Volckmar Leipzig 1934, 2. Aufl. Blut u. Boden Verl. Goslar 1939.
- Die germanisch-nordische Bauernkultur als Grundlage unserer Volkskultur. In: Odal. Monatsschrift für Blut und Boden, Jg. 3, 1934, Heft 3, S. 190–196.

## Archivalien
- Bundesarchiv Berlin (BArch): Bestand NS-Archiv des MfS (ZA II 15639/1); Bestand R 16 I – Deutscher Reichsbauernrat, Personalakten
- Protokolle von Vernehmungen Metzners im Archiv des IFZ (PDF; 6,8 MB)